# Christian Guiffroy
Christian Guiffroy, né le 21 janvier 1941 à Toulouse, est un gymnaste artistique français.
Il est sacré champion de France du concours général de gymnastique artistique en 1967, 1968 et 1969.
Il participe aux épreuves de gymnastique aux Jeux olympiques d'été de 1964 à Tokyo, de 1968 à Mexico et de 1972 à Munich, et est médaillé de bronze à la barre fixe aux Jeux méditerranéens de 1963.